# Lubiane
La Lubiane est une rivière coulant dans le département des Alpes-Maritimes, en région Provence-Alpes-Côte d'Azur. Elle coule complètement dans la commune de Vence. C'est un affluent droit du fleuve côtier la Cagne. 

## Géographie
La Lubiane mesure 7,3 km de long. Elle prend source sur le versant sud du col de Vence à 750 m d'altitude sur la commune de Vence. La Lubiane coule globalement du nord-ouest vers le sud-est.
La Lubiane conflue en rive droite de la Cagne sur la commune de Vence à 125 m d'altitude.

### Commune et canton traversés
Dans le seul département des Alpes-Maritimes, la Lubiane traverse la seule commune de Vence, dans le canton de Vence, l'arrondissement de Grasse et l'intercommunalité Métropole Nice Côte d'Azur.

### Bassin versant
La Lubiane traverse une seule zone hydrographique « Côtiers du Loup au Var » (Y562),. Son bassin versant spécifique fait 9,11 km2
Les cours d'eau voisins sont la Cagne au nord, au nord-est, à l'est, au sud-est, le Malvan au sud, au sud-ouest et à l'ouest, la Ganière et le Loup au nord-ouest,.

### Organisme gestionnaire
L'organisme gestionnaire est le SMIAGE ou Syndicat Mixte Inondations, Aménagements et Gestion de l'Eau maralpin, créé en le 1er janvier 2017 , et s'occupe désormais de la gestion des bassins versants côtiers des Alpes-Maritimes, en particulier de celui du fleuve le Var. Celui-ci « a été reconnu comme EPTB, avec les félicitations du jury, lors de la séance du comité de bassin de l’Agence l’eau Rhône-Méditerranée-Corse du vendredi 22 juin 2018 car il porte à la fois des politiques liées à la prévention du risque inondation et la gestion des milieux aquatiques »,.

## Affluents
La Lubiane n'a pas de tronçons affluents référencés au SANDRE.

### Rang de Strahler
Le rang de Strahler de la Lubiane est donc de un.

## Hydrologie
Son régime hydrologique est dit pluvial méridional.